# Вологодское общество изучения Северного края
Волого́дское о́бщество изуче́ния Се́верного кра́я (ВОИ́СК) — научно-исследовательское объединение учёных и краеведов Вологодской области.

## История

### До революции (1909—1917)
Вологодское общество изучения Северного края (ВОИСК) было учреждено 12 апреля 1909 года в Вологде. Объединение было основано по образцу Архангельского общества изучения Русского Севера. Учредителями выступили местные учёные, предприниматели и госслужащие. Непосредственными инициаторами и основателями были А. А. Колычев, А. А. Тарутин, А. М. Виноградов, И. И. Шеляпин, И. П. Семёнов и Н. Я. Масленников. Деятельность ВОИСК была ориентирована на изучение истории, культуры, экономики и географии Русского Севера, а также на привлечение внимания общества и властей к нуждам и особенностям региона. 

Поскольку общество включало в себя исследователей разных направлений, внутри него были созданы комиссии:
- музейно-библиотечная
- историко-археологическая (председатель — А. А. Александров)
- естественно-историческая (председатель — В. Масленников)
- географо-этнографическая (председатель — А. А. Шустиков)
- промышленно-экономическая[1][2].

Первые годы деятельности внимание ВОИСК привлекали проблемы развития путей сообщения (железнодорожных и водных) и поиска месторождений полезных ископаемых (в частности фосфоритных руд) в Вологодской губернии. Кроме того, интерес общества вызвали также и проблемы мелиорации и лесного хозяйства Вологодчины. Участники общества также разработали проект создания Лесного института, опираясь на опыт создания и деятельности Вологодского Молочного института как высшего учебного заведения особого типа.

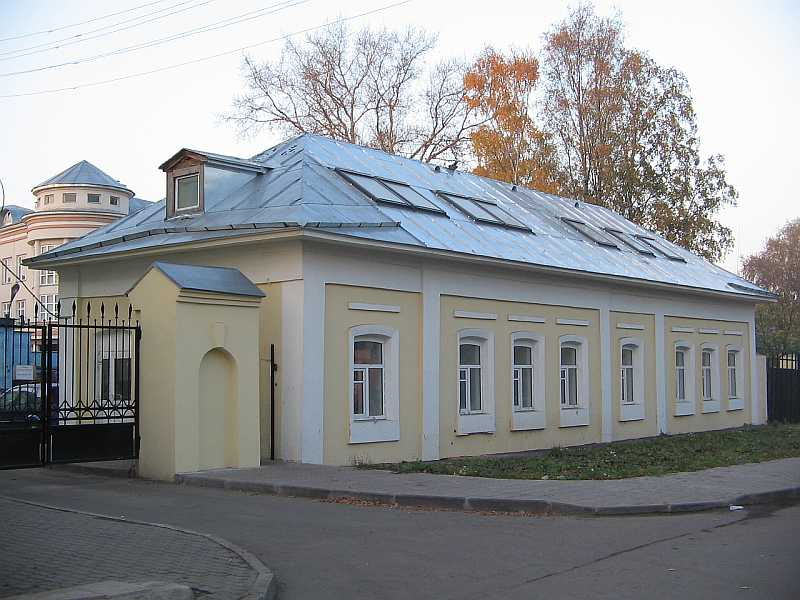
Флигель Дома Дворянского собрания — здание ВОИСК до революции

В то же время общество активно занималось изучением и исследованием истории и культуры Русского Севера. В этой области ВОИСК не только занималось исследовательской деятельностью, но и проводило просветительскую и воспитательную работу. Для этого организовывались экскурсии, лекции, доклады и сообщения членов общества не только в самой Вологде, но и в уездных городах губернии.

ВОИСК проводило регулярные геологические, этнографические и природоведческие экспедиции. В результате этих экспедиций и сбора различного материала по всей Вологодской губернии в 1911 году по инициативе общества был открыт музей родиноведения, который имел историко-археологический, естественно-исторический промышленный, этнографический и сельскохозяйственный отделы. В экспозицию музея вошли коллекции минералов, семян, образцов древесины, чучела животных и птиц. В 1923 году этот музей вошёл в состав объединенного «Вологодского губернского краеведческого музея».

С 1914 года ВОИСК выпускало собственное периодическое издание — «Известия Вологодского общества изучения Северного края». В нём публиковались научные статьи, хроника деятельности общества, библиография работ по Северу России. Издание было ежегодным и до 1917 года было выпущено 4 номера «Известий». Пятый номер был подготовлен к печати в 1918 году, но из-за сложившейся ситуации в стране, прошедших двух революций и гражданской войны не вышел в свет. Лишь в 1921 году его материалы были напечатаны в журнале общества «Северный край».
 С обществом сотрудничал известный социолог П. А. Сорокин.
ВОИСК также вело свою деятельность не только в рамках Вологды, но и имело обширную сеть отделов в уездах губернии. В 1915 году уездные отделы общества организуются в Тотьме и Великом Устюге, а позднее — в Вельске.

### Секретари
- Василий Дмитриевич Коноплёв, ? — 25.08.1926, Москва помощник адвоката в Вологде. Исполнял обязанности секретаря с 25.08.1913, с марта 1914 был также членом правления общества.

### При советской власти (1917—1937)
После установления советской власти деятельность ВОИСК стала свёртываться. Многие исследователи отошли от общества, а материальные трудности не позволяли проводить активную исследовательскую и издательскую работу. Кроме того, новая власть стремилась поставить под контроль работу ВОИСК. В результате, в 1922 году общество вынуждено было изменить свой устав в сторону расширения возможностей государственных и местных органов власти воздействовать на его деятельность.

     «9. Списки членов Общества ежегодно представляются в орган НКВД, зарегистрировавший Общество, в двух экземплярах...

      12. Собрания Общества созываются правлением Общества с предварительного разрешения Губернского Административного Отдела заблаговременно до срока собрания...

      19. Правление... все действия свои согласует с решениями и указаниями Наркомпроса в лице Главнауки, Центрального Бюро Краеведения, Северного Бюро Краеведения и других местных правительственных и общественных учреждений и организаций».
Из устава ВОИСК 1922 г.

С 1921 года была возобновлена издательская деятельность ВОИСК — стал издаваться новый журнал общества «Северный край». Всего вышло 3 номера журнала. В дальнейшем периодический орган общества вновь был переименован и выходил под названием «Север» до 1928 года.

В 1924—1925 годах ведущие позиции в ВОИСК заняли сторонники укрепления идеологического воздействия на исследовательскую деятельность. Краеведение было подчинено марксистско-ленинской доктрине.
В 1928 году ВОИСК было переименовано в Вологодское губернское общество краеведения, а в 1930 году — и вовсе закрыто. В 1934 году его деятельность ненадолго была возобновлена, однако в 1937 году решением Совета народных комиссаров общество было окончательно ликвидировано.

### Восстановление общества (с 1994)
В годы Перестройки вновь стали возникать мысли о создании единой организации краеведов Вологодчины. В частности, в 1988 году было создано Вологодское областное общество краеведов. Однако оно не ограничивалось лишь изучением истории края и достаточно быстро его деятельность была свёрнута.

В 1990-е годы идея объединения исследователей различных специальностей в единую краеведческую организацию вновь стала актуальной. Это было связано с активизацией исследований по истории Русского Севера и потребностью междисциплинарного взаимодействия.
В этих условиях в 1994 году вологодскими учёными было принято решение возродить Вологодское общество изучения Северного края и принять его новый устав. В инициативную группу по восстановлению общества вошли
С. П. Белов, В. В. Кудрявцев, Н. Н. Белова, А. К. Сальников, Н. С. Серова, С. Б. Просужих, В. А. Шевцов, А. А. Грязев, Н. Н. Фарутина, И. О. Шайтанов. Особую помощь оказывала Вологодская областная библиотека им. И. В. Бабушкина, в стенах которой и по-прежнему проходят основные мероприятия и заседания ВОИСК. Поддержку восстановлению ВОИСК оказало и областное управление культуры, искусства и печати под руководством В. В. Кудрявцева.

18 ноября 1994 года состоялось расширенное заседание оргкомитета по воссозданию деятельности Вологодского общества изучения Северного края, а 24 декабря в зале заседаний управления культуры, искусства и печати открылся Учредительный съезд ВОИСК, в котором приняло участие 115 человек из всех районов Вологодской области.

Съезд принял Устав ВОИСК и избрал Правление общества, которое возглавили 3 сопредседателя: художник-реставратор С. П. Белов, историк А. В. Камкин и экономист Н. А. Пахолков. 2 марта 1995 общество было зарегистрировано областным управлением юстиции.

На сегодняшний момент ВОИСК занимается организацией краеведческих мероприятий и конференций, издательской деятельностью, организацией исследовательских экспедиций, а также подготовкой предложений Правительству Вологодской области по развитию региона.
Председатель правления до 2019 года — Белов Сергей Павлович, Председатель правления с 2019 года по настоящее время — кандидат исторических наук, Матвеев Александр Валерьевич.

## Структура
Высшим руководящим органом ВОИСК является Съезд Общества, который должен собираться раз в 3 года. Между съездами деятельностью общества руководит Правление и 3 сопредседателя, которые избираются Съездом.

Кроме того, при ВОИСК функционирует его молодёжное объединение, в которое входят молодые исследователи Вологды.

## Известные члены ВОИСК
- Степановский, Иван Константинович (1850—1932) — писатель, историк, экономист, краевед. Автор одной из фундаментальных краеведческих работ «Вологодская старина»
- Снятков, Авенир Алексеевич (1856—1921) — врач, ботаник, краевед
- Трапезников, Владимир Николаевич (1874—1937) — революционер, юрист, краевед, общественный деятель.
- Шустиков, Андрей Алексеевич (1859—1927) — краевед, этнограф.
- Суворов, Иван Николаевич (1860—1926) — историк, историограф, палеограф, краевед. Сын Н. И. Суворова.
- Дилакторский, Прокопий Александрович (1862—1910) — языковед, этнограф, краевед. Автор фундаментальных библиографических сборников «Вологжане-писатели» (1900) и «Опыт указателя литературы по Северному краю с 1766 по 1904 гг.» (1921)
- Камкин, Александр Васильевич (род. 1950) — историк, этнограф
- Кудрявый, Виктор Андреевич (1860—1919) — политический и общественный деятель.
- Муравьёв, Николай Константинович (1870—1936) — политический и общественный деятель, адвокат.
- Васильев, Юрий Сергеевич — историк[1][4].

## Издания ВОИСК
1. Известия Вологодского общества изучения Северного края: Выпуск I. — Вологда, 1914.
2. Известия Вологодского общества изучения Северного края: Выпуск II. — Вологда, 1915.
3. Известия Вологодского общества изучения Северного края: Выпуск III. — Вологда, 1916.
4. Известия Вологодского общества изучения Северного края: Выпуск IV. — Вологда, 1917.
5. «Северный край»: Журнал, издаваемый Вологодским Обществом изучения Северного Края. — Книга № 1. — Январь-Февраль 1922 года. — Вологда, 1922.
6. «Северный край»: Журнал, издаваемый Вологодским Обществом изучения Северного Края. — Книга № 2. — Март-Апрель 1922 года. — Вологда, 1922.
7. «Северный край»: Журнал, издаваемый Вологодским Обществом изучения Северного Края. — Книга № 3. — Май-Июль 1922 года. — Вологда, 1922.
8. Вологодское общество изучения Северного края. Устав, структура и положения … и его секций / Изд. Вологод. 0-ва изуч. Сев.края. — Вологда : Б.и., 1927. — 20с.
9. Известия Вологодского общества изучения Северного края: Выпуск V. — Вологда, 1996.
10. Известия Вологодского общества изучения Северного края: Выпуск VI: Материалы научно-практических краеведческих конференций школьников «Мир через культуру». — Вологда, 1999.
11. Известия Вологодского общества изучения Северного края: Выпуск VII: Исследование и реставрация памятников культуры Русского Севера [Чтения по исследованию и реставрации памятников художественной культуры Северной Руси памяти Николая Васильевича Перцева]. — Вологда, 1999.
12. Известия Вологодского общества изучения Северного края: Выпуск VIII: Исследование и реставрация памятников культуры Русского Севера [Памятники культуры: Исследование. Реставрация. Реабилитация: Материалы научной конференции, посвященной 850-летию Москвы, Вологды и Великого Устюга, 600-летию Кирилло-Белозерского и Ферапонтова монастырей, Вологда, январь 1998 г./[Редкол.: С. П. Белов (гл.ред.)и др.]. — Вологда, 2000.
13. Известия Вологодского общества изучения Северного края: Выпуск IX: Материалы научно-практических краеведческих конференций школьников «Мир через культуру», Вологда, 1999 г., Вологда, 3-5 марта 2000 г. / [Редкол.: С. П. Белов (гл.ред.) и др.]. — Вологда, 2001.
14. Известия Вологодского общества изучения Северного края: Выпуск XII: Материалы научно-практических краеведческих конференций школьников «Мир через культуру», [Вологда, 3-5 марта 2000 г., 22-25 марта 2001 г./Отв. ред. В. А. Саблин. — Вологда, 2002.
15. Известия Вологодского общества изучения Северного края: Выпуск XIII: Материалы научно-практических краеведческих олимпиад школьников «Мир через культуру», [Вологда, 21-24 марта 2002 г., 13-16 марта 2003 г./Отв. ред. В. А. Саблин. — Вологда, 2004.
16. Известия Вологодского общества изучения Северного края: Выпуск XIV: Материалы научно-практических краеведческих олимпиад школьников «Мир через культуру». Вологда, 17-20 марта 2004 г.; Вологда, 10-13 марта 2005 г. (к 60-летию Победы в Великой Отечественной войне). — Вологда, 2005.
17. Известия Вологодского общества изучения Северного края: Выпуск XV: Материалы научно-практических краеведческих олимпиад школьников «Мир через культуру», [Вологда, 10-13 марта 2005 г., 16-19 марта 2006 г.] / [отв. ред. В. А. Саблин]. — Вологда, 2006.
18. Ильинский Н. В. Отчеты о деятельности Тотемского отделения Вологодского общества изучения Северного края за 1915 г. — Вологда, 1916
19. Ильинский Н. В. Отчеты о деятельности Тотемского отделения Вологодского общества изучения Северного края за 1916 — Тотьма, 1917;
20. Ильинский Н. В. Отчеты о деятельности Тотемского отделения Вологодского общества изучения Северного края за 1917 — Тотьма, 1918.